# Spillegang

Werking van 'spillegang'

Een spillegang is een vorm van een echappement in een mechanisch uurwerk.
Een spillegang bestaat uit een as met twee metalen lepelvormige pallen die gekoppeld zijn aan een tandrad met een oneven aantal tanden. Hierdoor maakt deze as, de spil, een heen- en weergaande beweging bij het lopen van de klok. 
Aan de as was aanvankelijk een jukvormige waag (een vroege vorm van de onrust) bevestigd waarvan het gewicht het tempo van het tikken van de klok bepaalde. Met beweegbare gewichten bevestigd aan het tandrad werd enige verdere afregeling van de correcte tijdaangeving mogelijk.
Omdat een waag als regelmechanisme vrij onnauwkeurig werkt, werd deze vanaf de zeventiende eeuw vervangen door de slingeraandrijving, die uitgevonden werd door Christiaan Huygens. De spillegang zelf als echappement bleef aanvankelijk behouden, maar algauw vond men betrouwbaarder echappementen uit, zoals de ankergang. In klokken vindt men de spillegang onder andere nog in de Friese stoelklok en de Franse comtoise.